# Paranthura costana
Paranthura costana är en kräftdjursart som beskrevs av Charles Spence Bate och John Obadiah Westwood 1866. Paranthura costana ingår i släktet Paranthura och familjen Paranthuridae. Inga underarter finns listade i Catalogue of Life.